# Darboux-Insel
Die Darboux-Insel (französisch Île Darboux) ist eine 1,5 km lange und bis zu 270 m hohe Insel vor der Graham-Küste des Grahamlands im Norden der Antarktischen Halbinsel. Sie liegt 5 km westlich des Kap Pérez.
Teilnehmer der Vierten Französischen Antarktisexpedition (1903–1905) unter der Leitung des Polarforschers Jean-Baptiste Charcot entdeckten sie. Charcot benannte sie nach dem französischen Mathematiker Gaston Darboux (1842–1917).